# Corzoneso

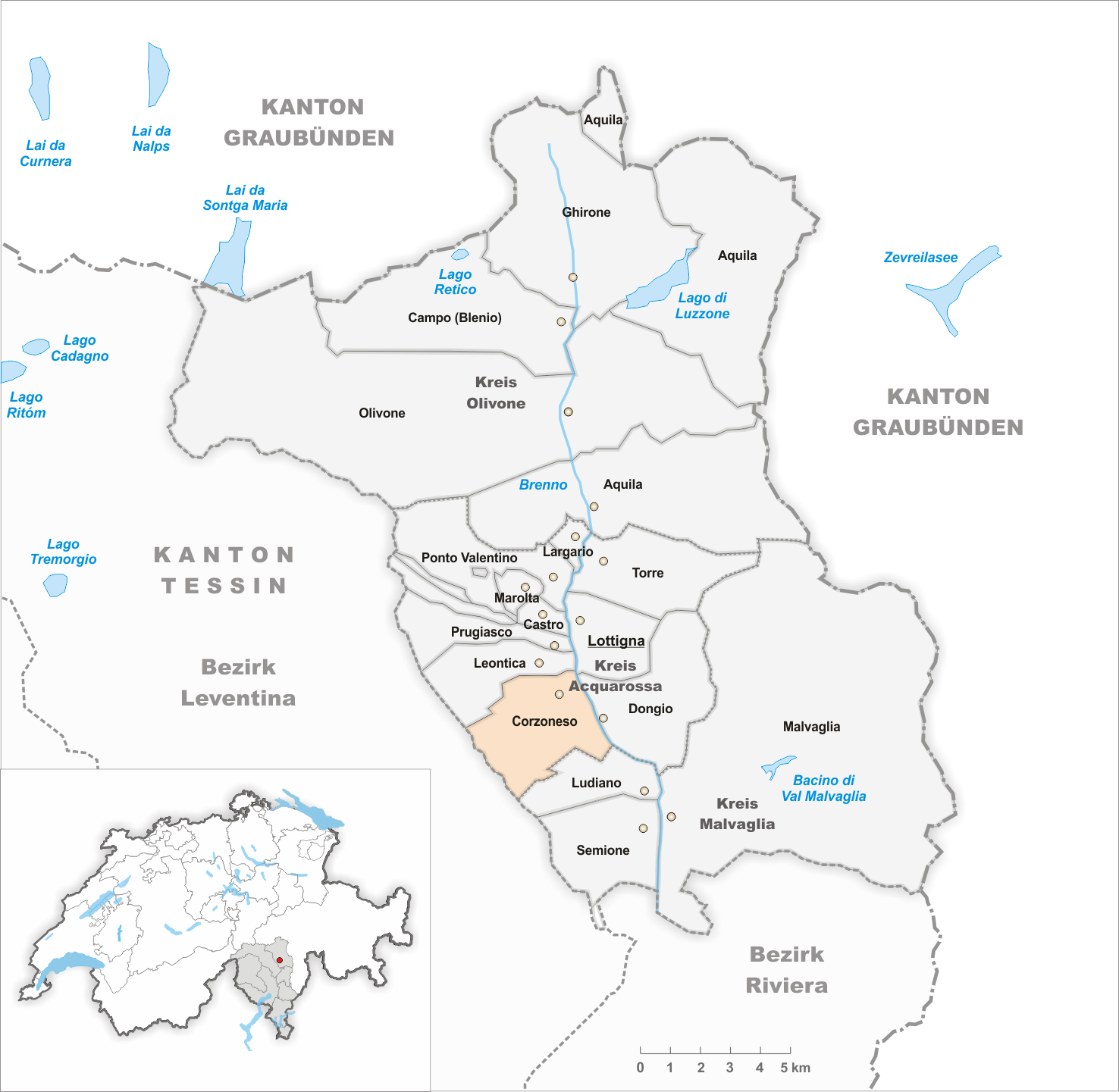
Gemeindestand vor der Fusion am 4. April 2004

Werner Friedli (Fotograf): Casserio bei Corzoneso, historisches Luftbild (1953)

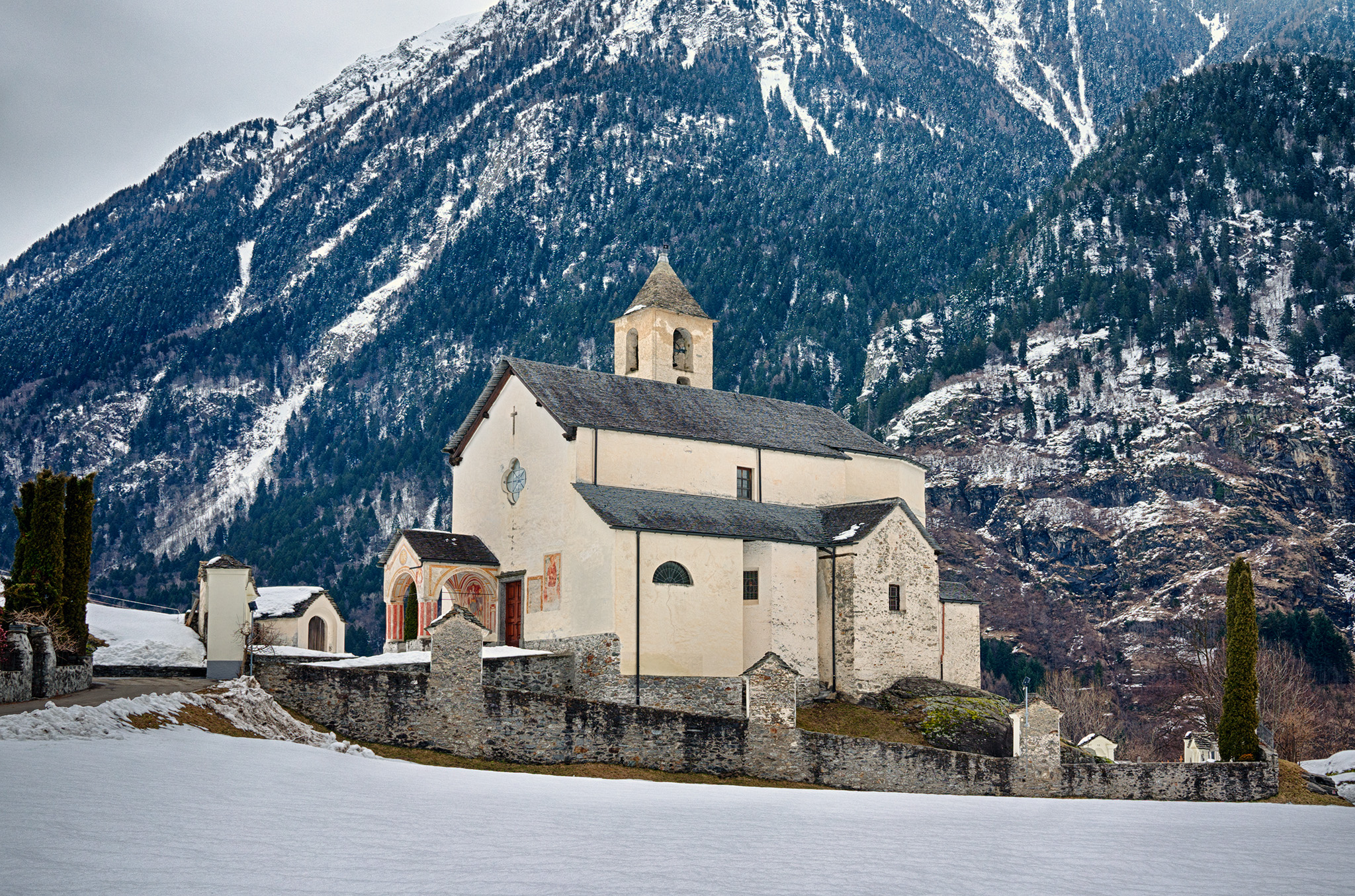
Kirche Santi Nazario e Celso

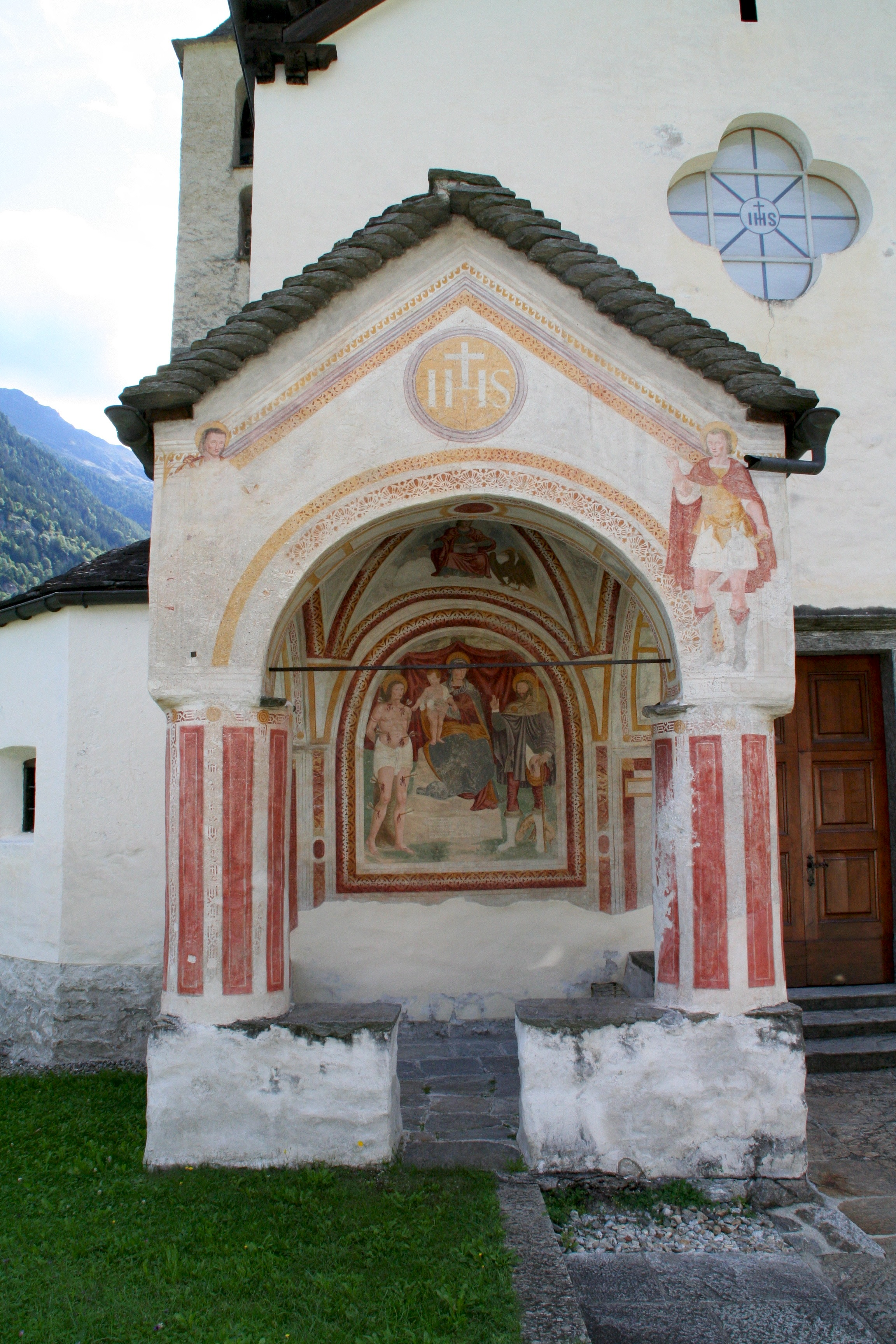
Aussenkapelle der Pfarrkirche mit Fresko (15. Jahrhundert)

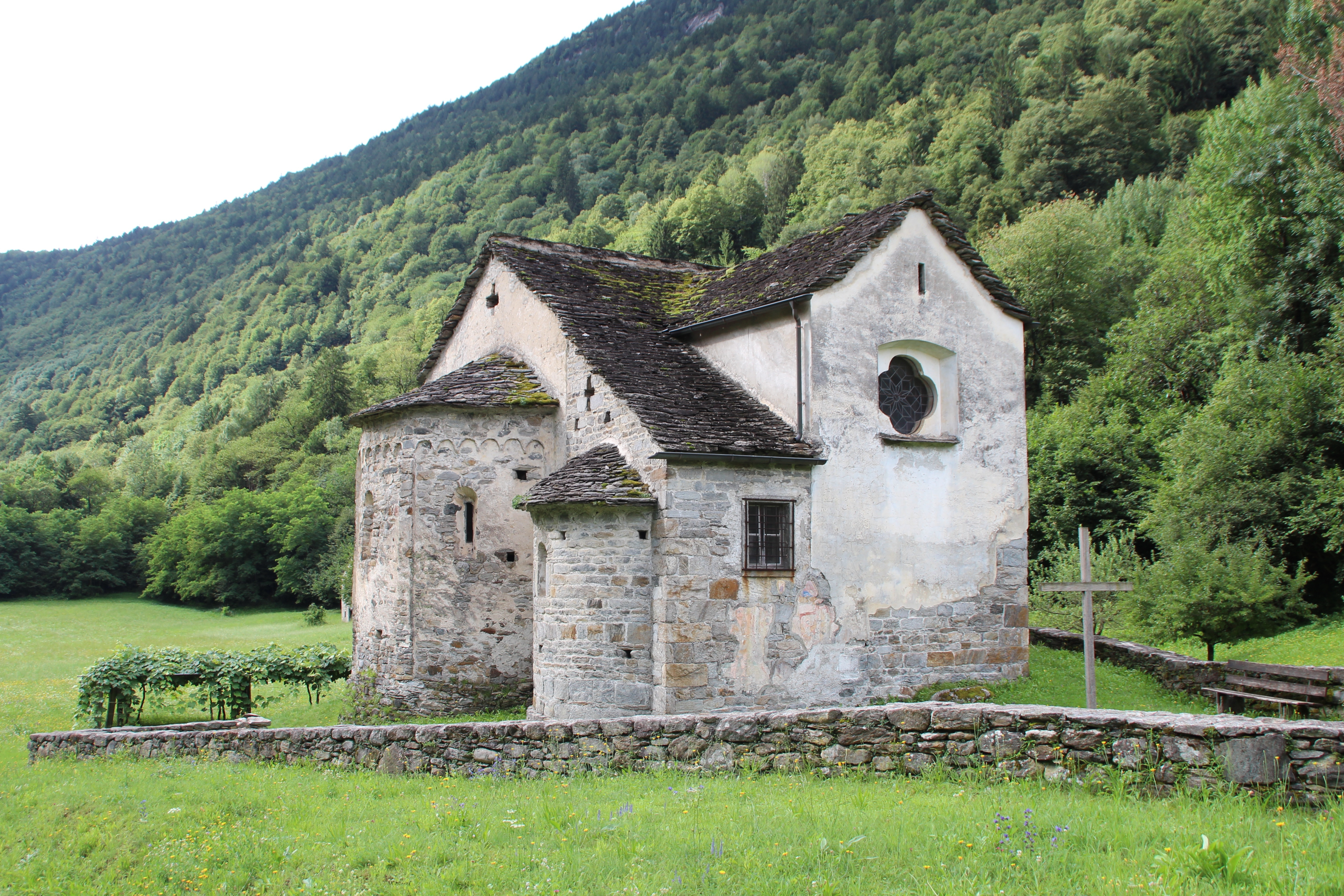
Kirche San Remigio

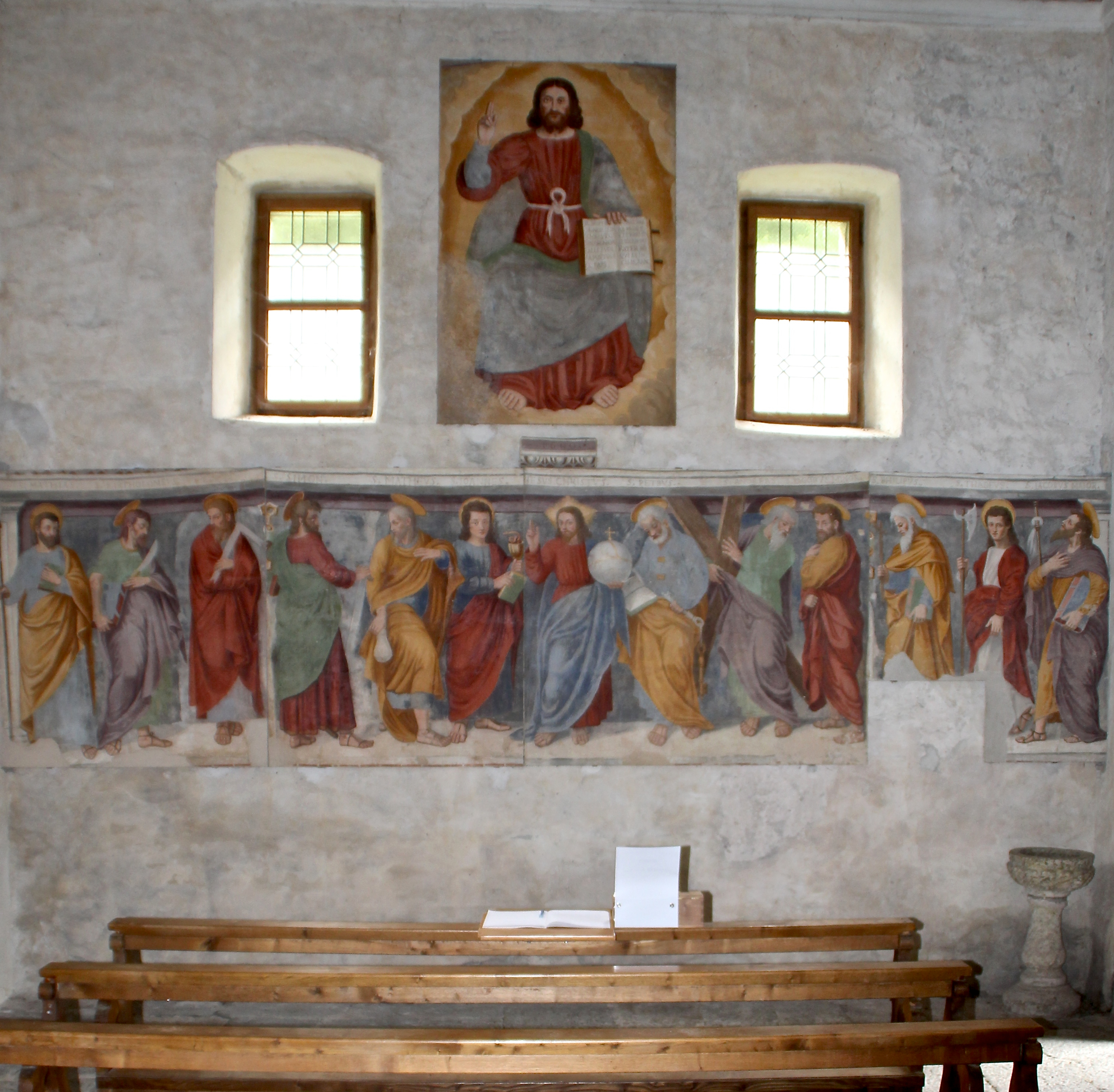
Fresken der Kirche San Remigio

Corzoneso (lombardisch Curzönas [kurˈdzønaz]) ist eine Ortschaft in der 2004 gebildeten politischen Gemeinde Acquarossa im Schweizer Kanton Tessin. Zuvor bildete sie eine eigenständige Gemeinde.

## Geographie
Corzoneso liegt im mittleren Bleniotal, auf der westlichen Talseite, am Fuss des 2417 m hohen Pizzo Erra. Zur ehemaligen Gemeinde gehörten die auf Terrassen gelegenen Fraktionen Corzoneso (711 m ü. M.), Casserio (778 m ü. M.) und Cumiasca (838 m ü. M.) sowie das dichter besiedelte Gebiet des am Ufer des Brenno gelegenen Corzoneso Piano (499 m ü. M.) mit den Fraktionen Boscero, Scaradra, Roccabella, Pozzo und Stallaccia. Corzoneso Piano ist mit der früher zu Leontica gehörenden Fraktion Comprovasco und dem auf dem gegenüberliegenden Flussufer liegenden ehemaligen Ortsteil Acquarossa zum Siedlungskern der neu gegründeten Gemeinde Acquarossa zusammengewachsen.

## Geschichte
Das Dorf wird urkundlich erstmals 1210 als Cursonexe erwähnt. Der Ortsname geht womöglich auf einen lateinischen Personennamen zurück. Eine volksetymologische Erklärung ist, dass Corzoneso eine Verkürzung von «cuore della zona» sei und auf die zentrale Lage der ehemaligen Gemeinde im Bleniotal hinweise.
Für das Jahr 1270 wird ein Pilgerhospiz der Humiliaten bezeugt. Die Pfarrkirche Santi Nazario e Celso ist für 1211 belegt, stammt in der heutigen Form aber von 1671. Die Kirche San Remigio in Corzoneso Piano geht auf das Jahr 1249 zurück. Weitere historische Bauten sind die Casa Rotonda, eine frühere Knabenschule und spätere ärmliche Behausung des verkannten Fotopioniers Roberto Donetta, deren Bau 1818 vom aus Corzoneso stammenden Mailänder Geistlichen Giuseppe Donetti gestiftet wurde, sowie die frühere Mädchenschule Casa Comunale von 1855. Die ehemalige Ferienpension Ristorante Alpino, ein mehrstöckiges Gebäude, das erhaben über dem Dorf thront, entstand 1865 im Auftrag der in England und Australien wohlhabend gewordenen Brüder Bozzini. England war noch vor Frankreich und Belgien das beliebteste Ziel der halbjährlichen Emigration der Männer, die zumeist im Gastgewerbe Arbeit fanden, oder sich als Marroni-Verkäufer selbstständig machten.
Der Fluss Brenno trat regelmässig über seine Ufer und brachte Tod und Zerstörung. Am 27. September 1868 verursachten schwere Regenfälle Hochwasser in mehreren Regionen der Schweiz, die das Tessin besonders hart trafen. Bei Überschwemmungen und Erdrutschen starben hier 55 Menschen, davon 20 allein in Corzoneso, drei Mädchen ertranken talabwärts in Malvaglia. In den Jahren 1897, 1914 und 1927 ereigneten sich weitere Flutkatastrophen. Sie befeuerten die definitive Auswanderung, die sich, neben der saisonalen Auswanderung, im frühen 20. Jahrhundert verstärkte. Zielländer waren vor allem Australien und die USA.
1908 wurde eine Strassenverbindung zur im Talboden verlaufenden Hauptstrasse bei Rocabella eröffnet. Ein 1911 bis 1933 mit einem Chevrolet betriebener Autodienst brachte einen Anschluss an die Bahnlinie der Biasca-Acquarossa-Bahn. Zuvor war der Zugang nach Corzoneso nur über einen – bis heute bestehenden – steinigen Saumpfad möglich. Seit 1964 gibt es auch eine Strasse nach Leontica. In der Fraktion Casserio, die an guter Sonnenlage über dem Tal liegt, befanden sich bis Ende der 1940er-Jahre zahlreiche mehrere Meter hohe Harpfen (italienisch: rascane), die für die Nachreifung von Getreidegarben verwendet wurden. Wegen des alpinen Klimas konnte das Getreide nicht natürlich ausreifen. Die Holzmasten wurden später abgetragen, bis in die 1970er-Jahre gab es sie noch in Madra.
Am 4. April 2004 schloss sich Corzoneso nach einer Konsultativabstimmung mit Castro, Dongio, Largario, Leontica, Lottigna, Marolta, Ponto Valentino und Prugiasco zur neuen Gemeinde Acquarossa zusammen. Es bildet aber nach wie vor eine eigenständige Bürgergemeinde.

## Bevölkerung
Einwohnerzahlen: Volkszählungsdaten
Bemerkung: Die Einwohnerzahl in der Infobox bezieht sich auf die gesamte Gemeinde Acquarossa.

## Sehenswürdigkeiten
- Pfarrkirche Santi Nazario e Celso von 1671. In der Sakristei befinden sich die Gemälde Il Battista nel deserto und San Giuseppe col Bambino des Malers Lorenzo Peretti aus Buttogno[13][14][15]. Aussenkapelle mit Fresko Madonna mit Kind und Heilige Sebastian und Rochus (15. Jahrhundert)
- Kirche San Remigio im Ortsteil Corzoneso Piano, mit Fresken aus dem 13.–15. Jahrhundert[14][16]
- Klosterruine San Martino Viduale im Ortsteil Corzoneso Piano[17][14]
- Casa Comunale von 1855 (renoviert 1966)[14]
- mittelalterliches Turmhaus im Ortsteil Lorenzànas[14]

## Kultur
- Associazione Amici dell’Archivio Donetta[18]
- Associazione ABBA, Verein für Entwicklungszusammenarbeit[19]

## Persönlichkeiten
- Giovanni Battista Rezia (* um 1610 in Porlezza; † nach 1679 ebenda ?), Künstler, Altarbaumeister und Stuckateur aus Porlezza; schuf 1643 den Sakramentsaltar in der Stiftskirche San Vittore und 1679 die Stuckarbeiten für die Madonnenkapelle in der Pfarrkirche von Corzoneso[20]
- Atanasio Donetti (4. Mai 1806 in Corzoneso; † 3. Februar 1880 in Olivone), Priester und Leiter des Pio Istituto in Olivone[21]
- Antonio Arcioni (1811–1859), General und Politiker
- Giovanni Arcioni (* 2. März 1827 in Corzoneso; † 15. Dezember 1898 ebenda), Goldsucher in Australien[22]
- Roberto Donetta (1865–1932), Fotograf
- Dionigi Cesare Raffaele Sorgesa (* 25. Mai 1869 in Corzoneso; † 29. Mai 1900 in Nizza), Bildhauer, Maler[23][24]
- Attilio Balmelli (* 5. Dezember 1887 in Barbengo; † 19. März 1971 in Corzoneso), Kunstmaler und Restaurator, tätig in Sankt Petersburg 1912 und im Kanton Tessin[25]
- Battista (Titta) Ratti (* 25. Februar 1896 in Mailand; † 31. Januar 1992 in Corzoneso), Bildhauer, Maler[26]
- Pier Giovanni Gandolfi (* 1939 in Corzoneso), Biologe[27]